# Boy Blue (Fábulas)
Boy Blue —o chico de azul — es un personaje importante de la serie de cómics Vertigo Fables. Está basado en el personaje de la canción infantil Little Boy Blue. Al comienzo de la serie, se lo retrata como un empleado de oficina eficiente pero manso que ayuda a Blancanieves a administrar Fabletown; sin embargo, tiene una historia colorida y violenta que se revela gradualmente a medida que avanza la serie.

## Apariencia
A lo largo de Fables, Boy Blue es representado como un joven de entre mediados y finales de la adolescencia con ojos azules y cabello rubio. En Fabletown, tiene el pelo corto y viste ropa moderna en su color característico. Por lo general, tiene una trompeta moderna con válvulas de algún tipo sobre o cerca de su persona. Lleva unas Chuck Taylor All-Stars .
En flashbacks, en particular en "The Last Castle", Boy Blue aparece como un escudero o paje medieval con librea azul y cabello que le llega a los hombros.
Durante "Homelands", Blue, cuando no está transformado o disfrazado, se dibuja con una máscara de tela azul atada sobre su cabello y la mitad superior de su rostro, a juego con el color azul oscuro de la Capa de Bruja. Lleva un cuerno que sopla . Cuando Azul toma la forma de un animal para viajar o esconderse, el color azul suele permanecer prominente de alguna manera: se le muestra una vez como un ratón con una capa de viaje azul y repetidamente como un pájaro con plumas azules. No se revela si esto se debe a la afinidad de Blue por el color o a un rasgo inherente de la Capa de Bruja.

## Historia del personaje

### Antes de Fabletown
La historia de fondo de Boy Blue como luchador contra las fuerzas del Adversario se revela en "El último castillo", cuando Blue le cuenta a Blancanieves la historia de las Fábulas que defendieron la última puerta abierta al mundo mundano. Esto se encuentra al final de la campaña del Adversario contra las fábulas europeas, y la mayoría de ellas ya han escapado, esclavizado o asesinado. Blue pelea con la Compañía Libre del Coronel Bearskin y finalmente se convierte en el ayudante de campo del coronel. A partir de "The Last Castle", Blue ha sobrevivido a varias batallas.
El día antes de la última batalla, una mujer que dice ser Caperucita Roja llega al fuerte casi muerta por heridas de flecha. Ella y Blue rápidamente se enamoraron el uno del otro, hasta el punto de que ella sugiere que Fray Tuck debería casarse con ellos para que a Blue se le asigne un asiento en el último barco en salir. Citando su deber, se niega. Al llegar a la batalla por la mañana, aprende sus nuevas órdenes: observará la batalla desde un alto parapeto y, en el momento adecuado, utilizará un objeto poderoso pero poco comprendido conocido como la Capa de Bruja para teletransportarse al barco con el mensaje de que los últimos defensores han caído y están solos. Fabletown necesitará saber qué pasó, le dice Bearskin, pero también ve esto como una forma de que Azul y Caperucita estén juntos. Desafortunadamente, cuando Blue llega al barco, descubre que Caperucita, al no querer vivir sin él, le había cedido su lugar a un extraño y se había quedado atrás.

### Fabletown
Boy Blue aparece por primera vez durante "Legends in Exile", trabajando como recadero y empleado de la oficina de Blancanieves. Es una de las pocas personas que puede conseguir que Bufkin, el mono volador que sirve como bibliotecario de Fabletown, haga su trabajo. Blue es uno de los músicos más hábiles de Fabletown; lleva su cuerno a todas partes. De vez en cuando intenta conseguir conciertos en clubes de jazz y blues de Harlem, pero siempre le dicen que es demasiado joven, demasiado blanco o "demasiado tonto". Su compañero de cuarto es Pinocho ; Los dos, junto con Flycatcher, son mejores amigos. Blue vive un estilo de vida típico "nerd", leyendo con avidez cómics y jugando juegos de mesa. 
La vida de Blue cambia en "The March of the Wooden Soldiers", cuando Caperucita Roja aparece de repente en Fabletown, afirmando haber escapado recientemente del Adversario. Inicialmente está enojada con Blue, alegando que él la había abandonado a las fuerzas del Adversario. Sin embargo, pronto lo busca y le dice que lo siente y quiere reanudar su relación. Después de un encuentro sexual, se da cuenta de que ella no es la Caperucita que recuerda. "Red" revela que ella es en realidad Baba Yaga usando la forma de Red como disfraz místico. Junto con tres soldados de madera, tortura a Blue durante varios días, rompiéndole todos los dedos, antes de que los soldados lo entreguen, junto con un mensaje del Adversario, a la oficina comercial de Woodlands.
Contra las objeciones de Snow, Blue hace que el Dr. Swineheart lo repare y le ate la Espada Vorpal a sus manos para que pueda luchar en la "Batalla de Fabletown". En la batalla a nivel de calle, Blue resulta herido por disparos. Después de la batalla, los tratamientos del Dr. Swineheart le permiten a Blue recuperar el uso completo de sus manos.

### Regreso a Homelands
Después de que Pinocho es desmembrado durante "The March of the Wooden Soldiers", Blue parte hacia las Tierras Patrias, llevándose la Espada Vorpal, la Capa de Bruja y el cuerpo de marioneta de Pinocho. La mayoría de las hazañas de Blue se detallan en "Homelands". La capa de bruja actúa como la armadura inexpugnable de Blue; no se puede quemar, estirar o rasgar; Proporciona una capacidad de carga personal infinita y le otorga a su portador habilidades para cambiar de forma. Blue pasa algún tiempo matando a los soldados del Imperio, haciéndose pasar por al menos un gobernador, matando al menos a un dragón y abriéndose camino hacia la capital. Mientras está en Rus, la Patria correspondiente a la Rusia del mundo real, mata a tres caballeros que están conectados mágicamente con Baba Yaga; El hecho de que sus cabezas decapitadas sigan hablando alerta a Blue sobre el hecho de que ella todavía está viva en Fabletown.
Durante el discurso público bimensual del Emperador, Blue se hace pasar por un campesino para poder acercarse lo suficiente como para decapitar al Emperador. Esto revela que el Emperador es sólo una marioneta gigante, como los soldados de madera que atacaron Fabletown. La Reina de las Nieves encierra a Blue en un bloque de hielo, atrapándolo. Se despierta sin ninguno de sus equipos mágicos, aprisionado en la cabaña de Geppetto. Le ofrece a Geppetto, que todavía siente cierto afecto por su primer hijo tallado, revivir el cuerpo de Pinocho a cambio de dos exigencias y una petición: la historia completa detrás del ascenso del Imperio, una audiencia con la verdadera Caperucita Roja y la oportunidad de hablar con Pinocho después de su resurgimiento, respectivamente. Cuando llega Caperucita Roja, Blue descubre que la mujer que había conocido durante "The Last Castle" era, como Baba Yaga, una impostora y espía. La verdadera Caperucita Roja nunca lo había conocido antes. Blue, desconsolado, llama a la Capa de Bruja, mata a los guardias de Geppetto y escapa de regreso a Fabletown. Pinocho, nuevamente intacto pero ahora bajo un hechizo de lealtad a Geppetto, no viene con él. Blue trae consigo a la verdadera Caperucita, quien siente que ya no está segura en las tierras de Geppetto.
Aunque la comunidad de Fabletown cree que Blue había robado la Espada Vorpal y la Capa de Bruja, en realidad el Príncipe Azul había enviado a Blue a una misión secreta y ha utilizado el espacio de almacenamiento infinito de la Capa de Bruja para almacenar libros de cada biblioteca con la que se había topado. Trae a Fabletown cientos de volúmenes que contienen valiosos mapas e inteligencia. Desafortunadamente, Charming no está dispuesto a hacer público este conocimiento, por lo que Blue tiene que ser juzgado. Es condenado a dos años de trabajos forzados en la Granja. Rose Red, la administradora de la Granja, lo considera un héroe y adopta una interpretación muy vaga de "trabajo duro".
Blue lidera la construcción de la casa de Bigby en Wolf Valley y sirve como padrino de boda de Bigby cuando se casa con Snow. El azul alimenta sentimientos románticos por Rose.

### La guerra
Durante "War and Pieces", que habla de la guerra para recuperar las Tierras Patrias, a Blue se le asigna la tarea de transportarse de un lado a otro desde numerosos puntos para actuar como mensajero y repartidor a los puntos fuertes de las Fábulas; Glory, Fort Bravo, Fabletown, Wolf Manor, Farm, Haven y el punto de acceso en el centro del Imperio donde está estacionada Briar Rose.
Todo va bien hasta que el Imperio hace un último intento de cambiar la situación. Blue está en Fort Bravo cuando le disparan una flecha mágica a Bigby. Blue intenta usar la Capa de Bruja para proteger a Bigby, pero la magia de la flecha le permite penetrar la Capa, alojando el brazo de Blue y arañando a Bigby. Los efectos de la flecha hacen que tanto Blue como Bigby queden inconscientes durante varios días. Al despertar, Blue mantiene lo que queda de la flecha clavada en su brazo. Incluso herido, continúa usando la capa de bruja para recuperar y entregar armas. Finalmente usa la Espada Vorpal para cortarle la cabeza al Emperador. Más tarde, él, junto con Pinocho, recupera a Geppetto y lo lleva a Fabletown.

### Convalecencia y muerte
Después de la guerra, el Doctor Swinehart retira el resto de la flecha. A pesar de esto, se produce una infección que le causa a Blue mayor malestar que antes. Más tarde se revela que estas complicaciones fueron causadas por un diminuto hilo de la Capa de Bruja todavía alojado en el brazo de Blue, un problema posiblemente exacerbado por el Sr. Dark lanzando su hechizo de liberación sobre la capa antes de que se retire el hilo. Swineheart finalmente amputa el brazo de Blue por encima del codo.
La condición de Boy Blue continúa empeorando a pesar de los mejores esfuerzos de Frau Totenkinder y Doctor Swineheart. Después del colapso de Fabletown, lo trasladan con los otros refugiados a la Granja, donde Flycatcher intenta, sin éxito, curar mágicamente la condición de Blue. En el lecho de muerte de Blue, Rose Red inmediatamente deja a su marido e intenta casarse con Boy Blue antes de que muera, pero Blue la rechaza. Señala que a ella sólo le atraen aquellos que le ofrecen más excitación, buena o mala, y que él merece algo mejor que ella. Él se disculpa porque ella está rota, pero no es él quien puede arreglarla.
Blue solicita que lo entierren en una colina con vista al campo de béisbol en Haven en lugar de con los otros muertos en la guerra, para reflejar su preferencia de toda la vida por una vida tranquila en lugar de actos heroicos.
Más tarde, Blue se encuentra con Bigby en el más allá para orientarlo (mencionando que el coronel Bearskin había ayudado a orientarlo). Hablan del valor de la vida. Le dice a Bigby que no tiene intenciones de regresar y se despide definitivamente. Antes de hacerlo, le dice a Bigby que había alguien más que quería verlo (su hijo Darien) antes de irse.

### Legado
Algunos de los amigos de Blue se preguntan si regresará de entre los muertos, como hacen algunas fábulas. Pinocho y Papamoscas concluyen que, dado que los mundanos solo conocen a Blue en una canción infantil, es poco probable que pueda regresar pronto o incluso que pueda regresar. Sin embargo, Rose Red decide convertirse en una mejor persona, alguien digno de Blue, cuando él regrese, aunque esto podría deberse a que está demasiado destrozada por su rechazo.
Después de la muerte de Blue, los Farm Fables no humanos, particularmente Stinky the Badger, elevan a Blue a un estatus casi religioso, usando pañuelos azules como signos de su devoción. Stinky predica con gran convicción que Blue algún día regresará para marcar el comienzo de una era de gran paz e igualdad. Cuando Jack Horner regresa a la granja durante "The Great Fables Crossover", Stinky y algunos otros lo confunden con Blue que regresa disfrazado. Jack se apresura a aprovechar la situación.
Clara nota con inquietud que los ojos de Stinky, antes marrones, se han vuelto azules. A pesar de esto, Boy Blue aún no ha regresado y, aunque Mr. Dark fue derrotado, no fue por Blue. Stinky todavía cree que Boy Blue regresó para la batalla y que él y otros seguidores se la perdieron.
En All in a Single Night, Rose Red visita una tierra de almas perdidas. Una figura sombría y semitransparente que se parece mucho a Boy Blue consigue que ella le prometa un beso, pero cuando descubre que él no es corpóreo, él le dice que su promesa significa que ella también debe devolverle la vida. No está claro si este tono es Boy Blue o no, y Rose no pareció reconocerlo.

### Destino final
Boy Blue conoce a Bigby Wolf poco después de que este último entre al más allá y le informa sobre sus opciones. Le dice a Bigby que él, Blue, se va a reencarnar en un universo diferente para poder tener la oportunidad de una vida tranquila sin actos heroicos y que podría intentar enamorarse. Pide que, si Bigby logra volver a la vida, le pida a Brock y a los demás en la granja que dejen de adorarlo.
Blue regresa brevemente como soldado en el vasto ejército de Rose Red cuando levanta vastos poderes cósmicos contra Snow en un intento de obtener aún más poder de ella. Rose, que busca el consejo de lo que ella cree que es un portador de espada común, se da cuenta de que está en una búsqueda tonta después de escuchar una breve historia de Blue. Inspirada por esto, Rose propone una tregua exitosa.
La penúltima compilación, Fables: Happily Ever After, muestra a Blue en una noche de micrófono abierto en otro mundo, donde interpreta canciones sobre sus viejos amigos.

## Relación con la Witching Cloak
En "The Last Castle", el oficial al mando de Blue le entrega la capa de bruja para que pueda cumplir una misión de mensajero. En ese momento, los personajes saben sólo un poco sobre los poderes de la capa. En un capítulo posterior, Blue comenta que si hubiera sabido lo que más tarde aprendió sobre las capacidades de la capa, podría haber ganado toda la batalla sin ayuda de nadie.
En las últimas páginas de "March of the Wooden Soldiers", se informa a los lectores que Blue ha estado practicando y experimentando con la capa de bruja durante varios siglos: el Príncipe Azul pide que le traigan la capa y descubre que Blue se la ha llevado. y salir corriendo. En esta escena, se informa a los lectores que muchos de los poderosos objetos mágicos traídos a Fabletown por los refugiados que huían habían sido asignados a ciudadanos de Fabletown que habían sido considerados capaces de experimentar con ellos y descubrir cómo funcionan en caso de que alguna vez sean necesarios. la defensa del pueblo. A Charming se le informa que la Capa de Bruja, aunque técnicamente es propiedad de Fabletown, había sido asignada a Boy Blue.
Durante "Homelands", se muestra a Blue como un experto en el uso de la capa para disfrazarse, almacenarse, ocultarse y protegerse. En un momento, usa la capa ignífuga para cerrar la boca de un dragón para que explote y muera. También usa comandos de voz simples para llamar a la capa desde una distancia corta y afirma que puede configurarla para que se autodestruya con todo su contenido. También usa esto como una amenaza contra Geppetto (el Emperador) para evitar que lo use en la batalla contra las fábulas en Fabletown. Blue finalmente muere como resultado de que un pequeño hilo de la Capa de Bruja se aloje dentro de una herida de flecha en su brazo, impidiendo que sane.
La capa de bruja está dibujada en rosa en "The Last Castle", pero en el resto del tiempo está dibujada en algún tono de azul. A partir de "Farewell", no se ha dado ninguna explicación en el universo para esto, ya sea como un cambio genuino en la apariencia de la capa o como un descuido de la continuidad. "Boxing Days" revela que la capa fue hecha con la bolsa de pesadillas del Sr. Dark, que se muestra en tonos de gris y marrón.

## Recepción crítica e impacto cultural
Jason Marc Harris, escribiendo en un número especial de Humanities, cita tanto la indigna muerte de Blue como sus palabras a Bigby en el más allá como un contrapunto a la glorificación de la violencia codificada masculina en el argumento que involucra la guerra contra el Adversario, contrastándola con la final de la serie, que se centró en el perdón y la comunidad, y fue dirigido por personajes femeninos: "La destreza marcial que una vez representaron Bigby, el Príncipe Azul y Boy Blue se ve eclipsada por las conexiones duraderas de la extensa familia Fables, una comunidad donde Rose y Snow conciliar." 